# Liam Rosenior
Liam James Rosenior (Londen, 9 juli 1984) is een Engels voormalig voetballer die doorgaans speelde als rechtsback. Tussen 2002 en 2018 speelde hij voor Bristol City, Fulham, Torquay United, Reading, Ipswich Town, Hull City en Brighton & Hove Albion.

## Clubcarrière
Rosenior speelde als middenvelder in de jeugd van Bristol City. Hij speelde het volledige seizoen 2002/03 in het eerste elftal en scoorde de beslissende 2–0 tegen Carlisle United in de finale van de Football League Trophy. Dit duel bleek zijn laatste te zijn voor Bristol en in de zomer van 2003 verkaste Rosenior naar Fulham. Na tien duels op huurbasis bij Torquay United gespeeld te hebben, groeide hij uit tot een vaste kracht voor Fulham. In juli 2006 verlengde de vleugelverdediger zijn contract met vier jaar, maar één seizoen later vertrok hij naar Reading, dat hem ruilde tegen Seol Ki-hyeon. In 2009 werd Rosenior voor de duur van één seizoen verhuurd aan Ipswich Town.
In oktober 2010 tekende Rosenior voor een half jaar bij Hull City. Twee maanden later tekende de rechtsback een contract tot medio 2013 voor de club. In 2014 startte Rosenior als basisspeler in de finale van de FA Cup tegen Arsenal (3–2 nederlaag). Aan het einde van het seizoen 2014/15 verlengde Hull City de contracten van zes spelers niet, waaronder die van Rosenior. Op 23 juni 2015 ondertekende de verdediger een driejarig contract bij Brighton & Hove Albion. In 2017 promoveerde hij met zijn club naar de Premier League. Hier speelde Rosenior in drie duels mee, alvorens hij Brighton verliet medio 2018. Na zijn vertrek bij Brighton kondigde de verdediger ook aan een punt te zetten achter zijn actieve loopbaan.
Rosenior was Engels jeugdinternational en nam deel aan het Europees kampioenschap voetbal mannen onder 21 - 2007. Ook zijn vader Leroy Rosenior was voetballer, later trainer, en speelde in 1993 eenmaal voor het Sierra Leoons voetbalelftal.

## Clubstatistieken
| Seizoen | Club                   | Competitie     | Competitie | Competitie | Beker | Beker | Internationaal | Internationaal | Totaal | Totaal |
| Seizoen | Club                   | Competitie     | Wed.       | Dlp.       | Wed.  | Dlp.  | Wed.           | Dlp.           | Wed.   | Dlp.   |
| ------- | ---------------------- | -------------- | ---------- | ---------- | ----- | ----- | -------------- | -------------- | ------ | ------ |
| 2001/02 | Bristol City           | League One     | 1          | 0          | 0     | 0     | —              | —              | 1      | 0      |
| 2002/03 | Bristol City           | League One     | 22         | 2          | 5     | 1     | —              | —              | 27     | 1      |
| 2003/04 | → Torquay United       | League Two     | 10         | 0          | 0     | 0     | —              | —              | 10     | 0      |
| 2004/05 | Fulham                 | Premier League | 17         | 0          | 6     | 0     | —              | —              | 23     | 0      |
| 2005/06 | Fulham                 | Premier League | 24         | 0          | 3     | 1     | —              | —              | 27     | 3      |
| 2006/07 | Fulham                 | Premier League | 38         | 0          | 4     | 0     | —              | —              | 42     | 0      |
| 2007/08 | Reading                | Premier League | 17         | 1          | 2     | 0     | —              | —              | 19     | 1      |
| 2008/09 | Reading                | Championship   | 44         | 0          | 0     | 0     | —              | —              | 44     | 0      |
| 2009/10 | Reading                | Championship   | 5          | 0          | 1     | 0     | —              | —              | 6      | 0      |
| 2009/10 | → Ipswich Town         | Championship   | 29         | 1          | 2     | 0     | —              | —              | 31     | 1      |
| 2010/11 | Hull City              | Championship   | 26         | 0          | 0     | 0     | —              | —              | 26     | 0      |
| 2011/12 | Hull City              | Championship   | 44         | 0          | 0     | 0     | —              | —              | 44     | 0      |
| 2012/13 | Hull City              | Championship   | 32         | 0          | 4     | 0     | —              | —              | 36     | 0      |
| 2013/14 | Hull City              | Premier League | 29         | 1          | 8     | 0     | —              | —              | 37     | 1      |
| 2014/15 | Hull City              | Premier League | 13         | 0          | 1     | 0     | 4              | 0              | 18     | 0      |
| 2015/16 | Brighton & Hove Albion | Championship   | 33         | 0          | 2     | 0     | —              | —              | 35     | 0      |
| 2016/17 | Brighton & Hove Albion | Championship   | 10         | 0          | 1     | 0     | —              | —              | 11     | 0      |
| 2017/18 | Brighton & Hove Albion | Premier League | 3          | 0          | 3     | 0     | —              | —              | 6      | 0      |
| Totaal  | Totaal                 | Totaal         | 397        | 5          | 42    | 2     | 4              | 0              | 443    | 7      |